# Augusto Cesare Seghizzi
Augusto Cesare Seghizzi (Buie, 1873 – Gorizia, 1933) è stato un compositore e direttore di coro italiano.

## Biografia
Nasce a Buie in Istria nel 1873 da Angelo, musicista e Luigia de Colombani, sarta. La famiglia si trasferisce a Gorizia, per una breve parentesi nel 1874 e stabilmente poi dal 1888. In questo periodo intermedio Augusto vive anche a Trieste dove effettua i primi studi musicali col padre, il quale, dopo il rientro della famiglia a Gorizia, si sposta a Terni dove trova impiego come Maestro di cappella. Nel 1897 muore il padre e Augusto deve quindi rapidamente prendere in mano, assieme alla madre, le redini della famiglia in quanto primogenito e unico figlio maschio. La sua attività di compositore si alterna a quella di esecutore, viene infatti invitato a collaborare alla realizzazione di concerti, in cui suona il pianoforte, all'interno di circoli ed associazioni culturali presenti in gran numero in città.
Nell'ottobre del 1894 è assunto come organista nella chiesa di Sant'Ignazio con il compito di suonare durante le funzioni liturgiche. Nel 1897 diventa organista anche nella chiesa dei Santi Vito e Modesto, fra l'acclamazione della gente, che accoglie festante il Maestro il giorno della presentazione ufficiale.
Proprio il 1900 gli porta dunque nuovi successi, quali la partecipazione in qualità di pianista accompagnatore ed insegnante di canto all'interno di accademie organizzate da varie associazioni e club locali. In occasione di una di queste feste scrive un inno popolare, genere molto diffuso nella Gorizia di fine Ottocento, che viene eseguito dal coro accompagnato dalla banda. Con questa composizione riscuote un inatteso successo di pubblico confermato anche dalle critiche lusinghiere apparse sulla stampa locale.
Nel 1902, sull'eco degli ottimi risultati ottenuti in quegli anni, viene nominato organista nella chiesa Metropolitana. Nello stesso anno incontra e sposa Palmira Pizzioli, figlia del proprietario del Caffè Europa, uno dei locali più frequentati di piazza Grande, che sarà la fedele compagna della sua vita e che gli darà due figli, Natale e Cecilia.
I figli, e particolarmente la ragazza Cecilia Seghizzi saranno dei brillanti musicisti.
Nel 1904 oltre al normale, ma intenso, lavoro di composizione, inizia ad insegnare nella Civica scuola di musica, continuando le sue attività fino allo scoppio della prima guerra mondiale. Nel 1915 il Maestro viene infatti internato nel campo dei profughi meridionali a Wagna di Leibnitz, qui trova subito lavoro e diventa insegnante nella piccola scuola allestita temporaneamente nella sala del refettorio. Nel periodo trascorso a Wagna il musicista abbozza una serie di composizioni per coro ed orchestra, che costituiranno il nucleo originale e fecondo di quelle Gotis di Rosade che permangono fino ad oggi un piccolo monumento musicale dell'elaborazione del materiale popolare in lingua friulana.

## Seghizzi e la musica corale
Nel novembre del 1918, al termine della guerra, la famiglia fa ritorno a Gorizia e dopo aver affrontato i disagi del rientro in una casa che sembra ormai estranea, Augusto si rimbocca le maniche e ricomincia a lavorare in Duomo come direttore del coro. Quest'attività corale si espande in ambito cittadino tanto da formalizzarsi nella costituzione di un coro con un repertorio soprattutto popolare in lingua friulana. Nel frattempo anche la scuola di musica ricomincia le sue attività e Seghizzi inizia ad insegnare pianoforte.
Il M° Seghizzi inizia a dirigere anche il coro del borgo Piazzutta, formato da un gruppetto di amici, e ad insegnare all'Istituto Magistrale: canto corale alla mattina e pianoforte al pomeriggio. Dato il diffondersi, anche nella scuola, di un interesse per la cultura locale, il Maestro ha la possibilità di insegnare le villotte, tipiche del suo repertorio compositivo. In questa parte della sua vita si dedica infatti a comporre brani per testi di carattere popolare, utilizzando in particolare le parole del poeta-corista Tite Di Sandri. Un passaggio importante nella carriera di compositore del Maestro viene inoltre segnato dall'incontro, trasformato poi in amicizia, con il poeta e filosofo gradese Biagio Marin; alcune delle sue poesie verranno musicate proprio da Seghizzi con esiti musicali che a tutt'oggi mantengono una loro validità concertistica.
Gli anni venti vedono la sua produzione orientarsi alle musiche popolari friulane (celebri diventeranno soprattutto le cinque rapsodie Gotis di rosade), soprattutto grazie al lavoro svolto con il suo coro maschile. Sul finire di questo decennio il Maestro partecipa con successo a vari concorsi con il coro, Roma e Modena, per citarne alcuni, ma queste attività iniziano a stancarlo troppo, così decide di seguire l'esempio di un suo amico musicista e parte per le Americhe come pianista su di una nave da crociera assieme al figlio Natale. L'anno dopo preferisce però tornare nei luoghi della sua infanzia e trascorre quindi l'estate a Lussino; al suo ritorno però le attività con il coro e nella scuola di musica vengono interrotte velocemente, il M° Seghizzi muore infatti nella notte tra il 4 e il 5 gennaio 1933.

## Il concorso internazionale di canto corale Seghizzi
La città di Gorizia ospita ogni anno uno dei più importanti concorsi di canto corale a livello internazionale dedicato proprio alla memoria di Augusto Seghizzi, concorso che fu anche uno dei fondatori del Gran Premio Europeo di Canto Corale.
Il concorso Seghizzi fu istituito nel 1962 e successivamente si svilupparono altre importanti iniziative: nel 1969 il Convegno europeo di musicologia, nel 1980 l'istituzione della Biblioteca di musica, nel 1994 il Concorso di canto solistico e così via fino ad arrivare nel 2003 con l'istituzione del prestigioso Concorso internazionale di composizione corale e al 2004 in cui fu istituito il premio nazionale alla carriera una vita per la direzione corale.

## La produzione musicale
- musica sacra e liturgica: 63 opere;
- musica vocale da camera: 36 opere;
- musica strumentale da camera: 6 opere;
- composizioni originali per coro ed elaborazioni di canti popolari: 54 opere;
- composizioni per coro con accompagnamento strumentale: 18 opere;
- riduzioni e adattamenti: 63 opere;
- composizioni teatrali: 6 opere;
- composizioni per orchestra: 5 opere;
- manoscritti vari: 4 opere;
- libretti: 3 opere;
- edizioni a stampa: 27 opere.